# Fuentecambrón
Fuentecambrón – gmina w Hiszpanii, w prowincji Soria, w Kastylii i León, o powierzchni 48,64 km². W 2011 roku gmina liczyła 44 mieszkańców.